# Hynek Hradecký
Hynek Hradecký (* 4. února 1998, Domažlice) je český multižánrový zpěvák, muzikant a herec.

## Vzdělání
Po základní škole začal v roce 2013 studovat Informační technologie na VOŠ, OA a SZŠ v Domažlicích. O rok později úspěšně vykonal talentové zkoušky ke studiu na Konzervatoři v Plzni v oboru Operní zpěv a začal tak studovat souběžně dvě střední školy.
Po maturitě v roce 2017 z Informačních technologií úspěšně prošel přijímacím řízením ke studiu na Pedagogické fakultě ZČU v Plzni, v programu Specializace v pedagogice, kde v roce 2020 složil státní závěrečnou zkoušku a získal titul bakalář (Bc.). Ve stejném roce ukončil studium na konzervatoři absolutoriem a získal titul diplomovaný specialista (DiS.).
V roce 2021 splnil při Západočeské univerzitě v Plzni potřebné zkoušky k získání akreditace pro výkon funkce ředitele škol a školských zařízení a získal titul Master of Business Administration (MBA). V témže roce započal magisterské studium na Metropolitní univerzitě v Praze, obor Mediální studia.
V následujícím roce 2022 vykonal státní závěrečnou zkoušku na Západočeské univerzitě v Plzni v programu Učitelství a získal titul magistr (Mgr.). Po přijímacím řízení začal ve stejném roce studovat bakalářský program na Akademii múzických umění v Praze, na katedře Operní režie a zpěvu.
Studium na Metropolitní univerzitě v Praze úspěšně ukončil v roce 2024 a získal titul magistr (Mgr.). V roce 2025 završil bakalářské studium operního zpěvu na Akademii múzických umění v Praze státní závěrečnou zkouškou a získal titul bakalář umění (BcA.).

## Hudební činnost
S aktivním sólovým vystupováním začal po mnoha vítězstvích v pěveckých soutěžích v roce 2009. Je několikanásobným vítězem mnoha pěveckých soutěží (Zpěváček, LittleStar, Karlovarský skřivánek, Písňová soutěž B. Martinů atd.) a držitelem několika ocenění (Cena hejtmana Plzeňského kraje za vzornou reprezentaci, Cena generálního ředitele HZS ČR Miroslava Štěpána, Cena Beno Blachuta, Cena Bohuslava Martinů za interpretaci, Cena diváků Česko zpívá atd.).
Od roku 2015 je známý z platformy YouTube, kam nahrává vlastní hudební tvorbu, ale i covery nejrůznějších písní od předních českých a zahraničních zpěváků. Kromě svých sólových projektů vystupuje také společně se svým bratrem Patrikem Hradeckým, s lidovými, dechovými, swingovými a tanečními kapelami či orchestry.
Po velkém množství pozitivních ohlasů, hudebních nabídek a několika videoklipech se s bratrem rozhodli vydat své první a rovnou autorské album s názvem Když se usmíváš. Jejich vlastní repertoár se tak rozrostl o mnoho vlastních písní, které jsou hrány na nejrůznějších rádiových stanicích. Spolu s účinkováním v hudebních pořadech na vlnách Českého Rozhlasu, Rádio Proglas a jiných se dostavily i nabídky od nejrůznějších televizí (Česká televize, TV NOE, ÓČKO TV atd.).
Vystupoval v nejrůznějších divadelních představeních. V současné době aktivně působí společně se svým bratrem Patrikem Hradeckým v pěveckém duu Bratři Hradečtí.
V roce 2025 se chystají vydávat své druhé CD s názvem Vivat swing. Z něj představili již 2 písně, kterými jsou "Dotýkat se hvězd" a "Krásnej pár". Na nahrávkách obou písní se podílely zpěvačky Eva Pilarová a Leona Machálková.

## Diskografie
- Když se usmíváš (2017)
- Vivat swing (2025)

## Divadelní působení
- Divadlo J. K. Tyla v Plzni
  - 2018 – Šumař na střeše
  - 2018 – Duch
  - 2022 – Macbeth
- Státní opera Praha
  - 2022 – Bludný Holanďan
  - 2022 – Aida (Sacerdoti)
- GoJa Music Hall
  - 2021 – Fantom opery (Kadeřník/Náčelník hasičů)
- Ostatní
  - 2016 – Tarzan (Kerčak)
  - 2018 – Kráska a zvíře (Gaston)
  - 2019 – Lazebník Sevillský
  - 2022 – Nabucco